# دير انطار
دير انطار هي إحدى القرى اللبنانية من قرى قضاء بنت جبيل في محافظة النبطية.

## الجغرافيا
تبعد دير إنطار 108 كلم (67.1112 مي) عن بيروت عاصمة لبنان ترتفع 550 م (1804.55 قدم - 601.48 يارد) عن سطح البحر وتمتد على مساحة 456 هكتاراً (4.56 كلم²- 1.76016 مي²).